# Samir Geagea

Samir Geagea

Samir Geagea, arabiska سمير فريد جعجع, även Samir Ja'ja', född 25 oktober 1952 i Beirut, Libanon, är en libanesisk maronitisk politiker och militär.

## Biografi
Geagea är den ende libanesiske krigsherren som straffats för brott begångna under det femton år långa inbördeskriget, då han ledde Lebanese Forces (LF). 1994 dömdes han till fem livstidsstraff för mord under inbördeskriget, inklusive mordet på premiärminister Rashid Karami den 1 juni 1987.
Under elva år isolerades Samir Geagea helt från omvärlden i en sex kvadratmeter liten cell. Den 18 juli 2005 beslutade libanesiska parlamentet att frige Geagea, endast Hizbollahs representanter avstod från att rösta. 26 juli 2005 återfick han sin frihet och återgick snart till det politiska livet.
Samir Geagea växte upp under mycket enkla förhållanden i Ain el-Rummanah i Beirut som son till en sergeant i den libanesiska armén. När inbördeskriget bröt ut avbröt han sina medicinstudier vid American University of Beirut (AUB) för att ansluta sig till högerfalangistiska partiet. Hustrun Sethrida ledde partiet under makens fängelsevistelse och är idag en av sex kvinnliga parlamentsledamöter.